# Koszalin Kretomino (przystanek kolejowy)
Koszalin Kretomino – wąskotorowa stacja kolejowa w Koszalinie (osiedle: Kretomino), w województwie zachodniopomorskim, w Polsce obsługująca turystyczny ruch koleją wąskotorową uruchamianą przez Koszalińską Kolej Wąskotorową.
W dniu 25 lutego 2024 nastąpiła zmiana nazwy z Kretomino na Koszalin Kretomino. Zmiana nazwy związana jest z włączeniem Kretomina do granic administracyjnych miasta Koszalin.